# Moóc (động vật)
Moóc, còn gọi là hải mã theo một số từ điển về sinh học (tiếng Trung gọi là hải tượng tức voi biển, nhưng gọi thế thì trùng tên với chi Mirounga trong tiếng Việt gồm hai loài) là loài duy nhất còn tồn tại trong họ Odobenidae và trong chi Odobenus. Nó được chi thành 3 phân loài: Moóc Đại Tây Dương (O. rosmarus rosmarus) sống ở Đại Tây Dương, Moóc Thái Bình Dương (O. rosmarus divergens) sống ở Thái Bình Dương, và Moóc Laptev (O. rosmarus laptevi) sống ở biển Laptev thuộc Bắc Băng Dương.
Moóc trưởng thành rất dễ dàng nhận biết bởi hai chiếc ngà đặc trưng cùng râu của chúng. Con đực trưởng thành có thể nặng hơn 1.700 kg. Moóc sống chủ yếu ở vùng nước nông trên thềm lục địa, trên các tảng băng và tìm kiếm thức ăn ở các khu vực biển nông. Moóc có tuổi thọ khá dài, sống theo bầy đàn và là loài đặc trưng của vùng biển Bắc Cực.
Moóc đóng vai trò quan trọng trong cuộc sống của một số dân tộc vùng vòng Bắc cực, chúng cung cấp thịt, mỡ, da, ngà, và xương cho cuộc sống của họ. Trong suốt thế kỷ 19 đến đầu thế kỷ 20, moóc đã bị săn bắt nghiêm trọng để lấy ngà và thịt khiến số lượng moóc giảm nhanh chóng trên toàn khu vực Bắc Cực. Hiện nay, số lượng của chúng đang tăng dần ở mức chậm nhưng môi trường sống bị đe dọa khiến chúng sống phân tán.

## Từ nguyên
"Moóc" là phiên âm từ tên gọi của loài này trong tiếng Slav, chẳng hạn tiếng Nga морж (morž); hay từ tiếng Pháp morse, tiếng Tây Ban Nha/Bồ Đào Nha morsa. Tên gọi Hải tượng (hay "voi biển") là lấy từ tiếng Trung 海象, tuy nhiên tên gọi này trong tiếng Việt được dùng nhiều hơn cho các loài thuộc chi Mirounga (danh pháp hai phần: Odobenus rosmarus) (mà tên tiếng Anh là elephant seal hoặc sea elephant). Để tránh nhầm lẫn, các nhà làm từ điển tiếng Việt đã đặt tên cho loài này là hải mã. Tên gọi trong tiếng Anh hiện nay là walrus, có thể bắt nguồn từ ngôn ngữ German, có lẽ từ tiếng Hà Lan (walvis = cá voi) và tiếng Na Uy cổ (hrossvalr = cá voi ngựa), được chuyển sang tiếng Hà Lan và các thổ ngữ Bắc Đức ở dạng đảo ngược thành walros hay walross. Tuy nhiên, tên gọi của loài này trong tiếng Anh cổ cũng là morse.

## Phạm vi và môi trường sống
Phân loài moóc nhiều nhất là moóc Thái Bình Dương, chúng tập trung ở phía bắc của eo biển Bering, biển Chukchi (thuộc Bắc Băng Dương), dọc theo bờ biển phía bắc của miền Đông Siberi, xung quanh đảo Wrangel, biển Beaufort và dọc theo bờ biển phía bắc của Alaska. Một số lượng nhỏ hơn tập trung ở vịnh Anadyr trên bờ biển phía nam của bán đảo Chukchi của vùng Siberi và vịnh Bristol (ngoài khơi bờ biển phía nam Alaska). Vào mùa xuân và mùa thu, moóc tụ tập khắp khu vực eo biển Bering, tới phía Tây của vịnh Anadyr. Mùa đông chúng sống ở dọc theo phía Đông bờ biển eo biển Bering, phía Nam của Siberi, phần phía bắc của bán đảo Kamchatka và dọc theo bờ biển phía nam của Alaska. Một hóa thạch moóc có 28.000 năm tuổi đã được tìm thấy ở vịnh San Francisco cho thấy moóc Thái Bình Dương sinh sống ở các khu vực phía Nam vào cuối thời kỳ băng hà. Hiện nay có khoảng 200.000 cá thể moóc Thái Bình Dương (1990).
Moóc Đại Tây Dương phân bố ở Bắc Cực thuộc Canada, Greenland, Svalbard, và một phần phía Tây của vùng lãnh thổ của Nga tại Bắc Cực. Trước đây, moóc Đại Tây Dương được tìm thấy ở phía Nam tới tận Cape Cod, tiểu bang Massachusetts ngày nay và tập trung số lượng lớn ở vịnh St Lawrence, Canada nhưng số lượng và khu vực sinh sống của chúng đã bị thu hẹp đi rất nhiều. Ước tính hiện nay chỉ còn khoảng dưới 20.000 cá thể moóc Đại Tây Dương.
Còn moóc Laptev được giới hạn tại các khu vực trung tâm và phía Tây của biển Laptev, biển Kara, và các khu vực của biển Đông Siberi. Số lượng hiện nay của phân loài này được ước tính chỉ còn từ 5.000 đến 10.000.
Môi trường sinh sống của moóc phụ thuộc vào vùng nước nông và nguồn thức ăn của chúng.

## Thức ăn

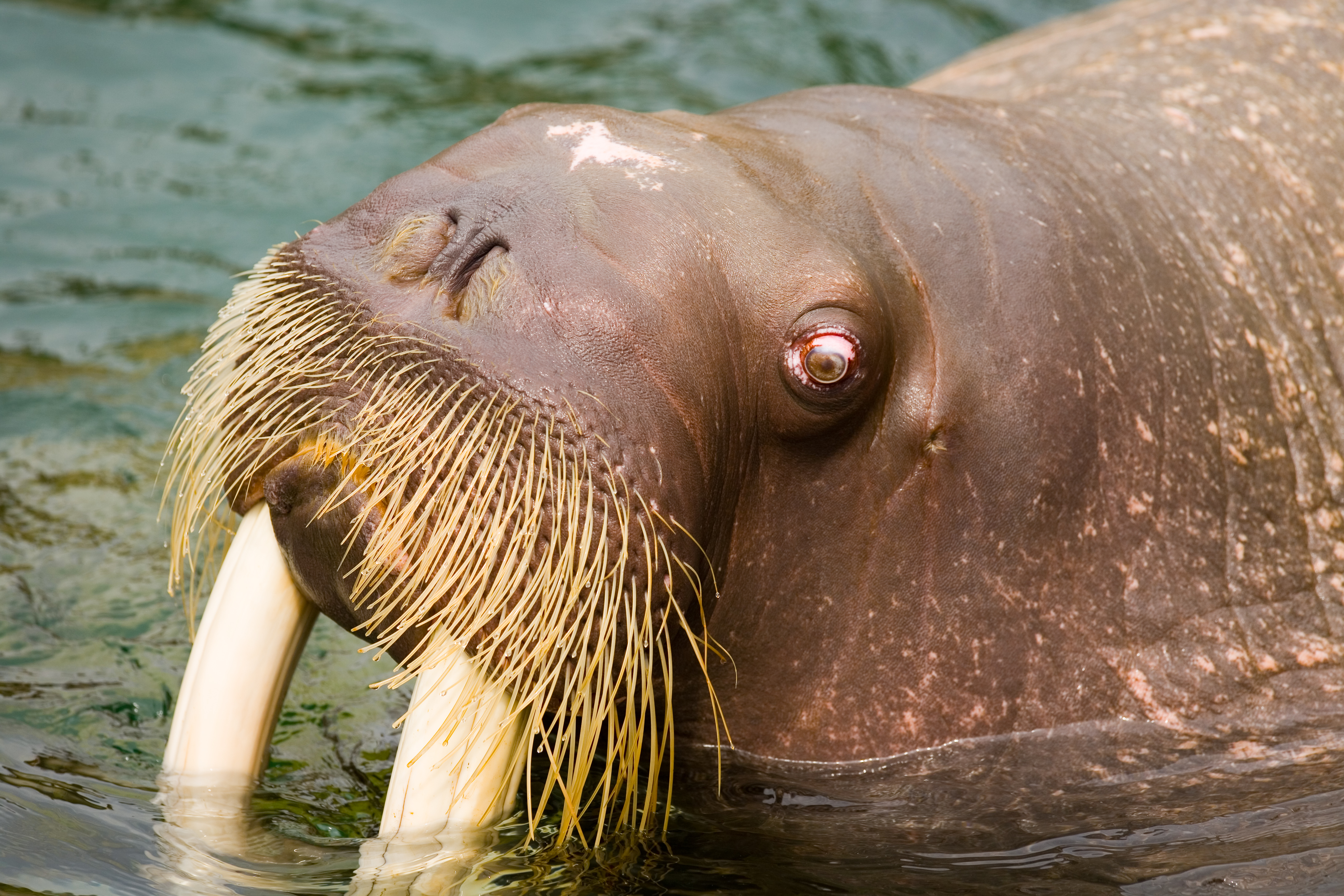
Râu mép của con moóc nuôi nhốt tại Nhật Bản

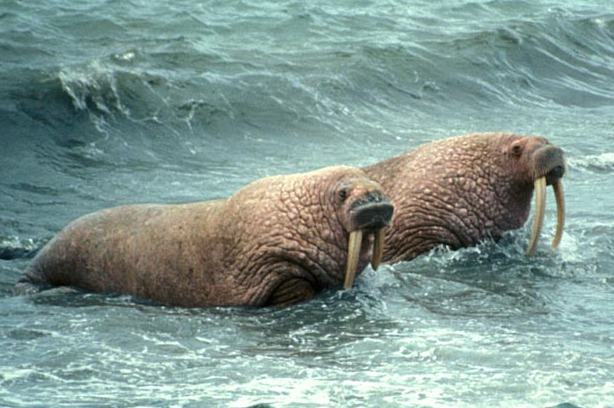
Các con moóc rời khỏi nước

Moóc sống ở vùng biển nước nông nhưng kiếm ăn ở những vùng nước sâu hơn, khu vực biển có sự đa dạng về nguồn thức ăn hơn. Moóc là loài vật ăn tạp với khoảng 60 loại khác nhau bao gồm tôm, cua, giun ống, san hô mềm, hải sâm, động vật thân mềm và nhiều loại khác. Đặc biệt, thức ăn ưa thích của chúng là các loài động vật hai mảnh sinh sống dọc đáy biển, nhất là trai. Nó dùng lưỡi, tạo môi trường chân không trong khoang miệng có cấu trúc mái vòm và nhanh chóng hút được con vật ra khỏi lớp vỏ của chúng một cách hiệu quả.